# 藏香茅
藏香茅（学名：Cymbopogon tibeticus），为禾本科香茅属下的一个植物种。